# Al-Faisaly Football Club
O Al-Faisaly Football Club é um clube de futebol com sede em Harmah, Arábia Saudita. A equipe compete na Liga MS, da Arábia Saudita.

## História
O clube foi fundado em 1954.